# Morrill (Nebraska)
Morrill je selo u američkoj saveznoj državi Nebraska. Prema popisu stanovništva iz 2010. u njemu je živjelo 921 stanovnika.